# Resolution 1816 des UN-Sicherheitsrates
Die Resolution 1816 des UN-Sicherheitsrates ist eine UN-Resolution zur Bekämpfung der Piraterie vor der Küste Somalias, die der Sicherheitsrat der Vereinten Nationen am 2. Juni 2008 auf seiner 5902. Sitzung einstimmig angenommen hat. Mit der Resolution wurden alle Staaten, die mit der Übergangsregierung Somalias (TFG) kooperieren, dazu ermächtigt, in das Hoheitsgebiet Somalias einzufahren oder einzufliegen und alle erforderlichen Maßnahmen im Rahmen des internationalen Rechts gegen Piraterie und bewaffnete Überfälle auf die Seefahrt zu ergreifen.
Die Übergangsregierung als international anerkannte Vertretung Somalias akzeptierte den Resolutionstext. Es handelte sich um das erste Mal, dass der Sicherheitsrat in einer solchen Weise unter Kapitel VII der Charta der Vereinten Nationen in die territorialen Rechte eines Mitgliedsstaates eingriff. Der Schritt erfolgte, weil Somalia selbst nicht in der Lage ist, die Piraterie in seinen Hoheitsgewässern und auf Hoher See aus seinen Gewässern heraus zu unterbinden und in jüngerer Zeit die Übergriffe der Piraten auf Handelsschiffe vor der Küste stark zugenommen hatten. Die Entführung von Schiffen zum Zwecke der Lösegelderpressung stellen nach Ansicht des Gremiums eine Gefährdung für Besatzung, Passagiere und die Fracht dar und behindern außerdem die Versorgung der Bevölkerung Somalias durch das Welternährungsprogramm (WFP) mit Lebensmitteln und anderen humanitären Hilfsgütern.
Die Bestimmungen des Seerechtsübereinkommens wurden mit der Resolution ausdrücklich anerkannt, alle Staaten wurden aufgefordert, miteinander, mit der somalischen Regierung und mit der International Maritime Organization (IMO) zu kooperieren. Die Schiffe und Militärflugzeuge der in der Seeregion operierenden Staaten wurden zur Wachsamkeit verpflichtet.
Diese Resolution war von Frankreich, den Vereinigten Staaten und Panama eingebracht worden. Die Resolution ist höchst ungewöhnlich, weil sie die Anwendung von internationalem Recht in einer Weise zulässt, die in die staatliche Souveränität Somalias eingreift. Frankreich wollte ursprünglich, dass die Resolution auch in anderen Seegebieten angewendet wird, in denen die Schifffahrt von Piraten gefährdet wird, aber Indonesien, Vietnam, Libyen, Südafrika und die Volksrepublik China betonten in der Sitzung des Sicherheitsrates, dass die Resolution keinen Präzedenzfall für andere Seegebiete auf der Welt darstelle, sondern sich nur auf das Seegebiet Somalias beziehe, wo die dortige Piraterie den Frieden und die Sicherheit in der Region gefährde.
Die Resolution ist auf sechs Monate befristet und auferlegt den mit der TFG kooperierenden Staaten, dem Sicherheitsrat nach drei Monaten über die Umsetzung der Maßnahmen Bericht zu erstatten. Sie verlangt außerdem vom Generalsekretär, dem Sicherheitsrat nach fünf Monaten über die Umsetzung der Resolution und die Situation im Seegebiet vor Somalia zu berichten, damit, falls Somalia das wünscht und die Situation dies erfordert, die Verlängerung der Maßnahme durch den Sicherheitsrat beschlossen werden kann.